# The Family Honor
The Family Honor er en amerikansk stumfilm fra 1917 af Emile Chautard.

## Medvirkende
- Robert Warwick som Stephen Wayne
- June Elvidge som Marcia Quesnay
- Alec B. Francis som Jason Wayne
- Henry Hull som Anthony Wayne
- Gerda Holmes som Doris Leighton